# ハドソン・レイク
ハドソン・レイク（Hudson Leick、1969年5月9日 - ）は、アメリカ合衆国の女優。

## 出演作品
- LAW & ORDER： LA
- NIP/TUCK　ハリウッド整形外科医 シーズン5
- ショック・ウェーブ
- ＣＳＩ：６　科学捜査班
- エクスタシー・ワンス・モア　愛をもう一度…
- チルファクター
- ハイジャック285
- ジーナ
- ナイトライダー2010
- LAW & ORDER　ロー＆オーダー シーズン4